# Mexikói földicseresznye

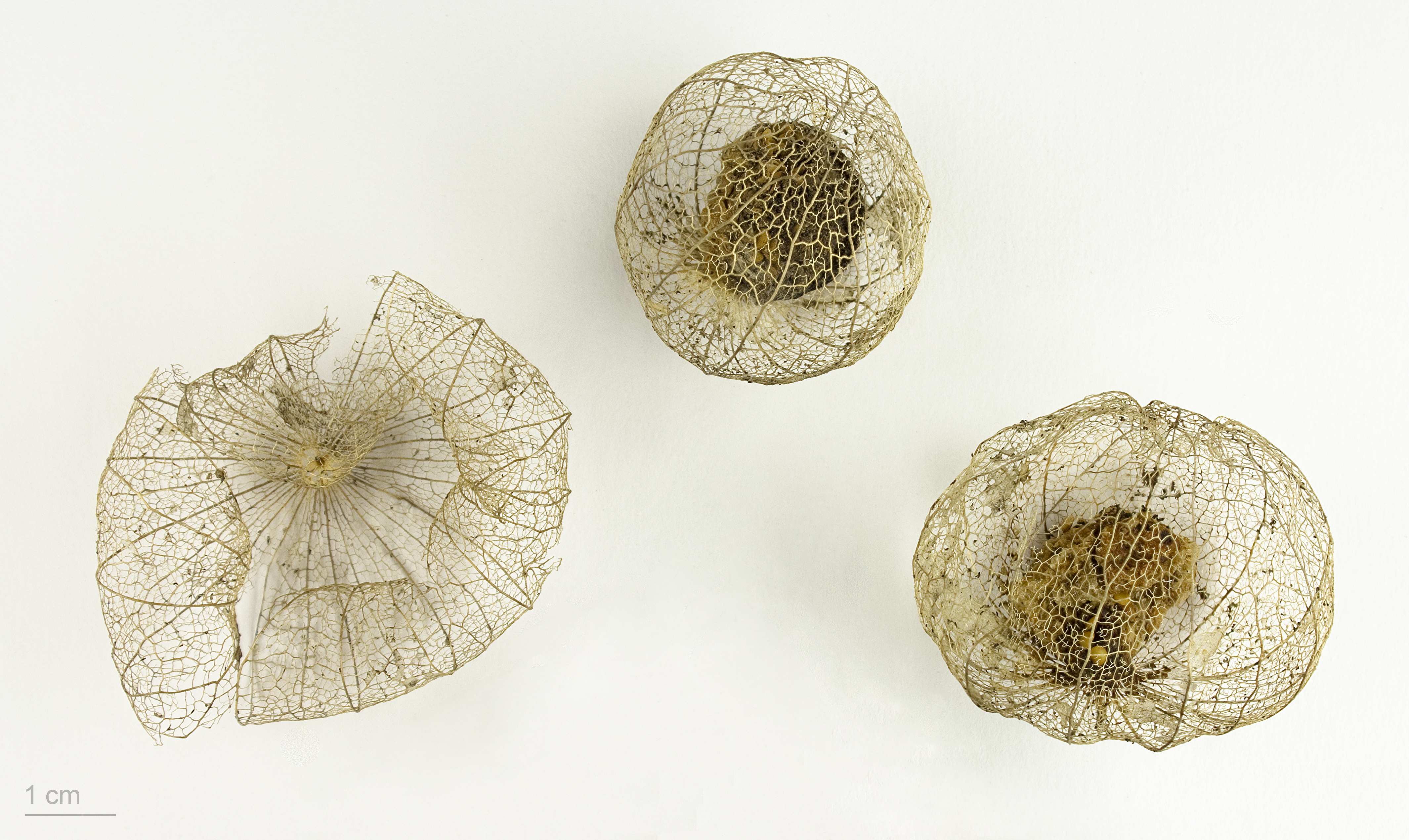
Termései a toulouse-i múzeum gyűjteményében

A mexikói földicseresznye (Physalis philadelphica), spanyolul: tomatillo, a burgonyafélék (Solanaceae) családjába tartozó faj.

## Elterjedése, élőhelye
Észak-Amerika déli részén honos. Mexikóban és Közép-Amerikában, valamint Kelet-Afrika hegyvidékein gyakran, Indiában, Kelet-Ázsiában, Ausztráliában és Afrika megfelelő részein ritkábban termesztik. Mexikóban és Guatemalában nagyra becsülik, és évezredek óta termesztik. Két fő fajtája van: a pinponglabda nagyságú, nagy zöld, amit termesztenek és a kisebb méretű (padlizsán)lila, ami Mexikóban vadon szedhető gyomnövény.
A szubtrópusi-trópusi klímájú, napos helyeket és sok tápanyagot tartalmazó talajt kedveli; hűvösebb régiókban egynyáriként nevelhető, mert fagyérzékeny.
Az aztékok a paradicsomot xitomatlnak, a tomatillót pedig miltomatl-nak hívták; az európaiak mindkettőt tomatl-ra rövidítették, és emiatt a két fajt időnként máig összekeverik. A tomatillo Európában sose lett népszerű, de az USA-ban a mexikói bevándorlók nagyon elterjesztették.

## Megjelenése
A dúsan elágazó, felálló, tövükön fásodó szárú növények magassága elérheti a másfél métert. Elliptikus, hegyes, ferde ékvállú levelei csaknem kopaszak, hullámos szélűek és legfeljebb 6 * 3 cm-esek. A virágok rövid kocsányokon, egyesével nőnek az elágazásokban és a levélhónaljakban. A csésze zöld, ötcimpájú, a legfeljebb 25 mm átmérőjű párta széles cimpái szétterülők, tölcséresek, sárgák, a torokban barna foltokkal.
Termése széles, gömbölyded, kb. 5,5 * 6,5 cm-es bogyó, amit éréséig körülzár a szalmasárga, papírszerű, hosszirányban bordás csésze. A bogyó annyira kitölti a csészeköpenyt, hogy akár szét is szakíthatja. Sima, fényes, kívül némileg ragacsos héja kb. 2 mm vastag, megérve zöld, sárga, kék vagy ibolyaszínű. A pulpa szivacsos, lédús, érett állapotban üveges zöldes vagy halványsárga. Íze savanykás, édes, zamatos, az egreséhez hasonló, és sok lapos, kerekded vagy elliptikus, bézs színű, legfeljebb 3 mm-es magot zár magába.

## Felhasználása
Az ízletes, C-vitamindús bogyókat zölden vagy éretten szedik; hűvös és száraz helyen, csészeköpenyükben több hónapig tárolhatók. Egyaránt eszik zölden vagy érett állapotban, főzve vagy párolva, zöldségnek vagy lekvárként; a friss, érett bogyókat nyersen is. Salátákhoz is keverik, de fogyasztják grillezve is. Levét üdítőnek isszák.
A tomatillo a mexikói salsa (fűszerszósz) egyik fő alapanyaga (a többi hozzávaló a paradicsom, a csilipaprika, a vöröshagyma és a fokhagyma). Van, hogy nyersen aprítják a kész salsába, máskor kevés vízben, fedett serpenyőben 5-7 percig főzik, és ezután adják hozzá az ízesítőket. A salsa fűszerezése területenként változik, de leggyakrabban borssal, szurokfűvel és némi korianderzölddel ízesítik; sült hal-, és húsételekhez használják.

## Külső hivatkozások
- Terebess gyümölcskalauz